# Wybory parlamentarne w Republice Zielonego Przylądka w 2011 roku
Wybory parlamentarne w Republice Zielonego Przylądka w 2011 roku (port. Eleições legislativas de 2011 em Cabo Verde lub w skrócie legislativas 2011) odbyły się w niedzielę 6 lutego. Były to piąte wybory parlamentarne od powstania systemu wielopartyjnego w 1990. W ich wyniku zostało wybranych 72 posłów do Zgromadzenia Narodowego w 13 okręgach wyborczych: 10 w kraju oraz 3 poza jego granicami. Utworzono 846 komisji wyborczych (z czego 21 za granicą). Uprawnionych do głosowania w kraju było 264 tys. osób, zaś za granicą 37,6 tys. osób (najwięcej w Portugalii – 12,6 tys., USA – 7,7 tys. i Francji – 4,0 tys.).
W wyborach uczestniczyło pięć partii politycznych: Afrykańska Partia na rzecz Niepodległości Zielonego Przylądka (Partido Africano para a Independência de Cabo Verde, PAICV) na czele z premierem José Nevesem, który ubiega się o trzecią kadencję, Ruch na rzecz Demokracji (Movimento para a Democracia, MpD) byłego premiera Carlosa Veigi (1991–2001), Związek Niepodległościowy i Demokratyczny Zielonego Przylądka (União Cabo-Verdiana Independente e Democrática, UCVID), Partia Pracy i Solidarności (Partido do Trabalho e Solidariedade, PTS) oraz Partia Socjaldemokratyczna (Partido Social Democrata, PSD). Dwie główne siły polityczne: MPD i PAICV wystartowały we wszystkich okręgach wyborczych, UCID w 10, PTS – 5, zaś PSD w 3. W parlamencie wybranym w 2006 PAICV i MPD miały odpowiednio 41 i 29 mandatów, zaś UCVID – 2.
Wybory były obserwowane przez 33 obserwatorów międzynarodowych – 22 z krajów Unii Afrykańskiej, 11 z USA. O wzięcie udziału w wyborach i głosowanie zgodnie z własnym sumieniem zaapelował Kościół katolicki.

## Wyniki wyborów
Wybory po raz kolejny wygrała PAICV, uzyskując 51,4% głosów. Opozycyjna MPD zebrała 41,8% głosów, zaś pozostałe ugrupowania: UCID – 4,5%, PSD – 0,3% i PTS – 0,5%. Mandaty zostały rozdzielone w sposób następujący: PAICV – 38, MPD – 32, UCID – 2. PAICV uzyskała większość parlamentarną na kolejną kadencję, a José Maria Neves po raz trzeci z rzędu został premierem. Zapowiedział jednocześnie, że po zakończeniu kadencji odejdzie z polityki i poświęci się pracy naukowej.